# Štadión Zlaté Moravce
Das Štadión Zlaté Moravce (offiziell Štadión FC ViOn Zlaté Moravce) ist ein Fußballstadion in der  slowakischen Stadt Zlaté Moravce. Es ist die Heimspielstätte des Fußballvereins FC Zlaté Moravce.

## Geschichte
Das Stadion wurde nach Gewinn des slowakischen Fußballpokals 2007 modernisiert und die Kapazität ist in einer Stadt mit etwa 13.000 Einwohnern auf 5.000 erhöht worden, davon sind 3.300 Sitzplätze. Das Spielfeld ist 105 m lang und 68 m breit. Die Beleuchtungsstärke der Flutlichter beträgt 1.400 Lux. Das Portal Sport7.sk hat die Anlage im Mai 2011 zum drittschönsten Stadion der Slowakei gekürt.